# Ernst Degner

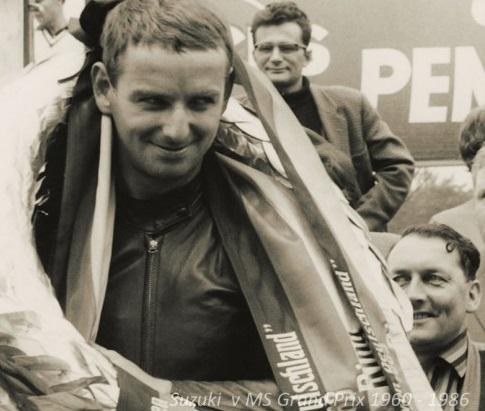
Ernst Degner

Ernst Degner (eigentlich Ernst Eugen Wotzlawek; * 22. September 1931 in Gleiwitz, Oberschlesien; † 8. September 1983 in Arona, Spanien) war ein deutscher Motorradrennfahrer.

## Leben

### Rennkarriere in der DDR
Ernst Degner bestritt zwischen 1956 und 1966 insgesamt 59 Rennen in der Motorrad-Weltmeisterschaft und wurde 1962 Weltmeister in der 50-cm³-Klasse. Zunächst war er Werksfahrer bei MZ, die dank der Arbeiten von Walter Kaaden zur Resonanzaufladung damals bei Zweitaktern weltweit führend waren.
Degners Freund Paul Petry, ein saarländischer Motortuner, hatte sich zu Beginn der Saison 1961 mit dem Teammanager von Suzuki, Jimmy Matsumiya, in Verbindung gesetzt, um ihm entsprechendes Wissen anzubieten und im Gegenzug einen Platz in dessen Team zu erhalten. Im Frühjahr 1961 gelang es ihm, ein selbst aufgebautes Rennmotorrad in Einzelteilen aus der DDR in den Westen zu schmuggeln.

### Flucht in den Westen
Im August 1961 erfolgte der Bau der Berliner Mauer. Nach sehr erfolgreichem Verlauf der WM-Saison 1961 auf MZ hatte Degner Chancen auf den Gewinn der Weltmeisterschaft. Unmittelbar vor dem vorletzten Weltmeisterschaftslauf um den Großen Preis von Schweden auf der Rennstrecke Råbelövsbanan in Kristianstad war es Petry gelungen, Degners Frau und seine beiden Söhne im Kofferraum eines Pkw in die Bundesrepublik zu schaffen. Im Rennen fiel Degner in der 125-cm³-Klasse durch einen Motorschaden aus und er verließ noch während der Veranstaltung das Fahrerlager und Schweden in Richtung Dänemark.
Vom ADMV wurde das Gerücht in die Welt gesetzt, Degner habe den Motorschaden absichtlich herbeigeführt. Dies ist jedoch ziemlich unwahrscheinlich, da er bereits bei der Einreise nach Schweden hätte flüchten können. Auch der misslungene Versuch, den Weltmeistertitel beim Lauf in Argentinien zu gewinnen, spricht gegen dieses Gerücht.
Für MZ war die Wirkung von Degners Flucht verheerend. Die erwartete höhere finanzielle staatliche Unterstützung des Motorsports blieb wegen des fehlenden Weltmeistertitels aus.  Außerdem war nach dem Mauerbau die Teilnahme an Rennen in NATO-Staaten wegen verweigerter Einreisevisa nicht mehr möglich. Somit brach die Entwicklung der MZ-Rennmotorräder kurz vor Erreichen des Gipfels jäh ab.

### Weitere Motorsportkarriere
Degner kannte die Technik der damals sehr konkurrenzfähigen MZ-Zweitakter sehr gut und brachte als Gegenleistung für einen Werksvertrag bei Suzuki einige Betriebsgeheimnisse mit ein. Er gewann für den japanischen Hersteller 1962 auf Anhieb den Weltmeistertitel in der neu gegründeten 50-cm³-Klasse.
In den Folgejahren konnte er jedoch nicht mehr an diesen Erfolg anknüpfen. 1963 und 1965 stürzte er schwer und trug Verbrennungen und Knochenbrüche davon. 1967 beendete er seine Motorsportkarriere mit Rennen in einem Brabham-Formel-3-Rennwagen.
Für seine sportlichen Erfolge war Degner am 7. September 1963 mit dem Silbernen Lorbeerblatt geehrt worden.

### Berufliches nach der Sportkarriere
1969 wurde Ernst Degner geschieden. Im gleichen Jahr wurde er Renndienstleiter beim Vergaserhersteller Solex. 1971 wechselte er zu Opel-Steinmetz und 1973 als Renndienstleiter zu Aral. 1976 bis 1978 war er technischer Leiter bei dem neu gegründeten Importeur für Suzuki in Deutschland. Anschließend gründete Degner eine Autovermietung auf Teneriffa und war daneben wieder Renndienstleiter bei Aral.

### Tod auf Teneriffa
Degner litt unter starken Depressionen, was im Laufe der Zeit zu einer Tablettenabhängigkeit führte. Am 8. September 1983 fand sein Sohn ihn tot in seiner Wohnung auf Teneriffa. Die behördliche Untersuchung gab Herzversagen als Todesursache an.

### Sonstiges
Auf dem japanischen Suzuka International Racing Course sind die Kurven 8 und 9 nach Ernst Degner benannt.

## Statistik

### Erfolge
- 1957 – 125-cm³-DDR-Meister auf MZ RE 125
- 1962 – 50-cm³-Weltmeister auf Suzuki
- 1965 – Deutscher 125-cm³-Meister auf Suzuki
- 15 Grand-Prix-Siege

### Isle-of-Man-TT-Siege
| Jahr | Klasse | Maschine | Durchschnittsgeschwindigkeit |
| ---- | ------ | -------- | ---------------------------- |
| 1962 | 50 cm³ | Suzuki   | 75,12 mph (120,89 km/h)      |

### In der Motorrad-Weltmeisterschaft
| Saison | Klasse  | Motorrad | Rennen | Siege | Podien | Punkte | Ergebnis    |
| ------ | ------- | -------- | ------ | ----- | ------ | ------ | ----------- |
| 1957   | 125 cm³ | MZ       | 1      | –     | –      | 1      | 13.         |
| 1958   | 125 cm³ | MZ       | 4      | –     | 1      | 9      | 7.          |
| 1958   | 250 cm³ | MZ       | 1      | –     | –      | 3      | 14.         |
| 1959   | 125 cm³ | MZ       | 3      | 1     | 2      | 13     | 5.          |
| 1959   | 250 cm³ | MZ       | 4      | –     | 2      | 14     | 4.          |
| 1960   | 125 cm³ | MZ       | 4      | 1     | 3      | 16     | 3.          |
| 1960   | 250 cm³ | MZ       | 2      | –     | 1      | 5      | 8.          |
| 1961   | 125 cm³ | MZ       | 7      | 3     | 6      | 42     | 2.          |
| 1961   | 250 cm³ | MZ       | 1      | –     | –      | 3      | 13.         |
| 1962   | 50 cm³  | Suzuki   | 6      | 4     | 5      | 47     | Weltmeister |
| 1962   | 125 cm³ | Suzuki   | 2      | –     | –      | 5      | 11.         |
| 1963   | 50 cm³  | Suzuki   | 6      | 1     | 6      | 30     | 3.          |
| 1963   | 125 cm³ | Suzuki   | 4      | 1     | 3      | 17     | 6.          |
| 1964   | 125 cm³ | Suzuki   | 2      | 1     | 2      | 12     | 6.          |
| 1965   | 50 cm³  | Suzuki   | 5      | 2     | 4      | 26     | 4.          |
| 1965   | 125 cm³ | Suzuki   | 4      | 1     | 3      | 23     | 4.          |
| 1966   | 125 cm³ | Suzuki   | 1      | –     | –      | 3      | 6.          |
| Gesamt | Gesamt  | Gesamt   | 54     | 15    | 38     | 269    |             |

## Verweise